# Roger Coggio
Roger Coggio (ur. 11 marca 1934 w Lyonie, zm. 22 października 2001 w Bobigny) – francuski aktor, reżyser filmowy. Odtwórca roli Skapena w filmie we własnej reżyserii pt. "Szelmostwa Skapena" z 1980. Reżyserował także inne adaptacje sztuk Moliera.

## Filmografia
- 1953 : Avant le déluge
- 1954 : Les Fruits de l'été
- 1956 : Pardonnez nos offenses
- 1957 : Marchands de filles
- 1957 : Donnez-moi ma chance
- 1958 : Du côté de la côte
- 1959 : Marie Stuart
- 1961 : Les Petits Matins
- 1961 : Cadavres en vacances
- 1962 : Les Carabiniers
- 1962 : Une mauvaise nuit
- 1962 : La Naturalisée
- 1963 : Le Journal d'un fou
- 1963 : Un honnête homme
- 1965 : La Femme fleur
- 1967 : Fruits amers
- 1968 : Une histoire immortelle
- 1968 : Maldonne
- 1969 : Le Temps des loups
- 1971 : Chronique d'un couple
- 1973 : La Dernière Bourrée à Paris
- 1973 : Belle
- 1973 : Le Protecteur
- 1974 : Commissariat de nuit
- 1975 : Les Noces de porcelaine
- 1976 : Silence... on tourne
- 1978 : On peut le dire sans se fâcher
- 1978 : Venise
- 1979 : C'est encore loin l'Amérique
- 1980 : Les Fourberies de Scapin
- 1982 : Le Bourgeois gentilhomme
- 1984 : Les Fausses Confidences
- 1985 : Monsieur de Pourceaugnac
- 1985 : Rue du départ
- 1987 : Le Journal d'un fou
- 1989 : La Folle Journée ou le mariage de Figaro
- 1998 : Je suis vivante et je vous aime